# 半生緣
《半生緣》是中國現代著名作家張愛玲的著名作品，也是她第一部完整的长篇小说。1948年發表時原名《十八春》，其後內容經過修改，重新定名為《半生緣》。該作品曾被改編成舞劇、電影及電視劇。

## 情節
故事背景主要设定在中華民國大陸時期的上海和南京，主線是顧曼楨和沈世鈞之間的愛情故事。兩人與同在曼楨辦公室工作的，世鈞的好友許叔惠結緣。世鈞家在南京，頗雄於貲，家人想為他說合門當戶對且有瓜葛親的石翠芝。曼楨居於上海，家累頗重，全仗姐姐曼璐貨腰養活一大家子。曼璐早年且為此棄婚表親張豫瑾。顧沈二人因工作而初識、熱戀、訂婚。在帶同曼楨與叔惠面見家人時，叔惠與翠芝情愫暗生，但因門第之故不敢造次。其時翠芝因世鈞之故已與他人訂下婚約，為叔惠之故復又毀婚，但他人不明究理。
年華老去的曼璐冒重婚之險嫁予無行的有婦之夫祝鴻才。張豫瑾移情顧曼楨，雖遭回絕，但曼璐與世鈞皆因而產生誤會。祝對曼楨垂涎已久，曼璐為保婚姻及報復曼楨，串通祝強暴曼楨並監禁至懷孕生子。顧母愚闇而無主見，受曼璐擺佈，舉家搬走，掩蓋真相。世鈞苦尋曼楨不著，又遭曼璐誤導，以為曼楨已嫁予張豫瑾。
急尋出路的沈世鈞與石翠芝二人終在兩家人的撮合下成婚。新婚之夜雙雙察覺不對勁，但木已成舟。許叔惠其後亦赴美留學。
祝鴻才前妻身後遺留一女，由曼璐帶著與曼楨之子共同養育。曼璐逝後，祝鴻才對子女疏於照護。前妻之女病逝，曼楨之子亦命在旦夕。曼楨為照顧己子，竟又嫁予祝鴻才。祝無行如故，復有外室，曼楨舉債與之對簿公堂，爭得離婚後的監護權。
許叔惠賦歸，間接聯繫上曼楨。世鈞和曼楨二人終於許家巧遇。叔惠此時卻在沈家會見翠芝。顧沈二人互訴衷腸，卻惟有感慨萬千：「世鈞，我們回不去了。」劫後重逢，卻只是為了永訣。許石二人心中都知道缺了什麼，但早已無從彌補。

## 主要人物
- 顧曼楨：父親是中國安徽六安州人，母親則是中國北方人。外表文靜柔弱，內心善良堅強。是沈世鈞和許叔惠的同事。後與沈世鈞漸入熱戀。但後來由於沈父認出其姊為舞女，加上張豫瑾的到來，雙方關係降溫。後來其姐姐曼璐竟與姐夫祝鴻才狼狽為奸，對她實行強暴，借腹生子。美好的愛情也就此無果。後來曼楨雖逃出魔窟，卻又與祝結婚但後離婚。十多年後再與沈重逢後，也只能此情不再。
- 沈世鈞：中國南京人，父親經營皮貨店。老實軟弱，做事常因顧慮太多而猶豫不決。雖然不愛石翠芝，最後還是娶了自己所不愛的人。
- 顧曼璐：曼楨的姐姐，為了養家小小年紀就去做舞女，年華老去後變為一個二路交際花。嫁給祝鴻才後利用自己的妹妹以留住祝鴻才的心且借腹生子，最後在負疚中病死。
- 祝鴻才：中國寧波人，靠買辦起家。為人陰險且不擇手段，最後強暴曼楨。
- 許叔惠：曼楨與世鈞的同事。能言善辯，豁達幽默，相貌英俊。儘管愛慕石翠芝，最終卻礙於門第而無果。最終前往美國[1]。
- 石翠芝：大家千金，矯情任性，有些爭風吃醋。喜歡的是叔惠，最終卻嫁給世鈞。
- 張豫瑾[2]：六安醫院院長，也是顧家遠親，雖與曼璐有婚約，後因曼璐出去做舞女而解約。

## 修改之处
《十八春》最初使以连载的形式刊登在中國上海的一家名为《亦报》的报纸上的。当时就引起了一股热潮。当时张爱玲所用的笔名是「梁京」。《十八春》正式集结成书是在1950年。后来于1966年，张爱玲在美国对这本书进行了修改，并改名为《半生缘》。后者被收入到皇冠出版社的《张爱玲全集》中。《十八春》与《半生缘》的不同之处在于：
- 许叔惠去延安改为去美国留学。
- 张慕瑾改名为张豫瑾。原作中张被诬为汉奸逮捕，其妻被迫害致死。现改为张妻被日本人杀害，张被抓后逃生，去了大后方。
- 书中最后沈世钧、顾曼桢等前往中國東北参加革命工作一段被删。故事到沈、顾二人重逢即告结束。
- 《十八春》中，沈世鈞、顧曼楨相識的時間為十八年；在《半生缘》則改為十四年。

## 特征与之前作品不同之处
相较于之前的张爱玲中短篇著作，《十八春》与《半生缘》获得的评价既较少，也相对偏低。对张爱玲作品评价很高的夏志清《中国现代小说史》就未曾提到。较张爱玲之前作品充满的「苍凉美学」相比，《十八春》尽管前半部分也是「一级一级走进没有光的所在」（《金锁记》），但最后还是表达出了张对新社会之向往与期待。在《半生缘》中，这种期待又被打破，回复到了之前张作品的「苍凉」状态。

## 改编作品

### 舞劇
- 劉若英主演。

### 電影
- 1997年上映，導演：許鞍華，編劇：陳健忠，主要演員有：黎明、吳倩蓮、梅艷芳、葛優、黄磊，该电影主要的内容是根据《十八春》所写。

### 電視劇
- 麗的電視拍攝，於1976年2月16日首播，由鍾景輝牽頭策劃，是華人首次改編《半生緣》拍成電視劇集。監製張之珏，主要演員有：陳振華、郭峰、李影、黃莎莉、劉松仁、歐陽佩珊、黃曼梨、黎灼灼、黎少芳、李月清、南鳳。

- 中國文聯音像出版社等單位在2002年拍攝，导演：胡雪杨，主要演員有：林心如、譚耀文、蔣勤勤、李立群、胡可，該電視劇的主要内容則是根據《半生緣》所寫。

- 2017年10月開始拍摄，總導演：楊亞洲，主要演員有：蒋欣、鄭元暢、劉嘉玲，該電視劇的主要内容則是根據《半生緣》所寫。